# Die Geschichte der Ungern und ihrer Landsassen
A Die Geschichte der Ungern und ihrer Landsassen Fessler Ignác Aurél 19. század eleji német történettudós nagy terjedelmű, német nyelvű, magyar történelemmel foglalkozó műve.
Fessler ötvenhat éves korában kezdte meg nagy magyar történelmének közrebocsátását (1812), és hatvankilenc éves korában fejezte be nagy művét (1825). A 10 kötetes, Lipcsében megjelent nagy hatású munkából romantikus történetszemlélet áradt, a történettudomány addig feltárt eredményeit megkapó formában tárta olvasói elé, a tudósok és szépírók egyaránt gyönyörködtek európai hírű alkotásában. Kötetei a magyar epikusok és drámaírók legfőbb történeti forrása volt évtizedeken keresztül.
Új cím-kiadás: Lipcse, 1847–1850. és Klein Erneszt, ujabb kutatások alapján 2. kiadásban dolgozta föl; megjelent Lipcsében (1867–1883). Öt kötet. Előbeszédet irt hozzá Horváth Mihály. Első részéből a vezérek kora megjelent magyarul: Pannonia, vagy Pannoniának Augustus római császártól fogva egészen a Geyza magyar herczeg haláláig... szabadon magyarázta Zeykfalvi Zeyk Lajos. Kolozsvár, 1841).

## Egyéb szakirodalom
- Koszó János: Fessler Ignác Aurél élete és szépirodalmi működése. Budapest, 1915.